# Human's Lib
Human's Lib è l'album di debutto del musicista britannico Howard Jones, pubblicato dall'etichetta discografica WEA/Elektra il 17 marzo 1984.

## Tracce

### Lato 1
1. Conditioning (Howard Jones, William Bryant) - 4:32
2. What Is Love? (Jones, Bryant) - 3:45
3. Pearl in the Shell (Jones) - 4:03
4. Hide and Seek (Jones) - 5:34
5. Hunt the Self (Jones, Bryant) - 3:42

### Lato 2
1. New Song (Jones) - 4:15
2. Don't Always Look at the Rain (Jones) - 4:13
3. Equality (Jones, Bryant) - 4:26
4. Natural (Jones, Bryant) - 4:25
5. Human's Lib (Jones, Bryant) - 4:03